# Чечавац
Чечавац је насељено место у општини Брестовац, у западној Славонији, Република Хрватска.

## Историја
Према истраживањима, сматра се да је село Чечавац настало када се крајем 17. вијека становништво села Чечава из данашње општине Теслић у Републици Српској пред најездом Турака масовно иселило у Славонију.
До нове територијалне организације налазило се у саставу бивше велике општине Славонска Пожега.

## Становништво
Насеље је према попису становништва из 2011. године имало 3 становника.
| Националност       | 1991.     |
| Срби               | 49 (100%) |
| Хрвати             | 0         |
| Југословени        | 0         |
| остали и непознато | 0         |
| Укупно             | 49        |

## Галерија
- Споменик жртвама из неколико српских села у Славонији (страдали су 1991. године)
- Натпис на споменику